# 쇼가올
쇼가올(shogaol)은 진저롤과 화학 구조가 비슷한 생강의 매운맛 성분이며, 생생강 기준으로 0.05%만이 존재한다. 진저롤처럼 생강을 말리거나 조리할 때 생성된다. 게다가 쇼가올(및 진저롤)은 열을 적재할 때 시간이 지남에 따라 다른 성분으로 변화되며 이것이 바로 생강을 조리할 때 매운맛이 소실되는 이유로 볼 수 있다.
"쇼가올"이라는 이름은 생강의 일본어 이름 쇼가(生姜)에서 비롯된 것이다.
쇼가올의 스코빌 척도는 160,000 SHU이다. 다른 매운맛 성분들과 비교할 때 쇼가올은 피페린보다는 조금 더 매운 편이지만 캡사이신보다는 덜 매운 편이다.
| 화합물     | 스코빌 척도 (SHU) |
| ---------- | ----------------- |
| 캡사이신   | 16,000,000        |
| [6]-쇼가올 | 160,000           |
| 피페린     | 100,000           |
| [6]-진저롤 | 60,000            |

## 합성

Possible synthesis of [6]-shogaol starting from vanillin

## 쇼가올 그룹
[4]-Shogaol, [8]-shogaol, [10]-shogaol, [12]-shogaol 모두 생강에서 발견되며 이들 모두 쇼가올 그룹에 속한다. 쇼가올이 메틸화된 생강 재배종에도 존재한다: 각각 메틸 [6]-쇼가올, 메틸 [8]-쇼가올.